# Hemiops
Hemiops is een geslacht van kevers uit de familie van de   
kniptorren (Elateridae).
Het geslacht werd voor het eerst wetenschappelijk beschreven in 1838 door Francis de Laporte de Castelnau.

## Soorten
Het geslacht omvat de volgende soorten:
- Hemiops acutangulata Candèze, 1882
- Hemiops alternata Fairmaire, 1878
- Hemiops chinensis Germar, 1843
- Hemiops crassa (Gyllenhal, 1817)
- Hemiops flava Laporte, 1836
- Hemiops germari Cate, 2007
- Hemiops ireii Ôhira & Makihara, 2007
- Hemiops longa Candèze, 1882
- Hemiops luridus Vats & Kashyap, 1992
- Hemiops nigripennis Candèze, 1893
- Hemiops nigripes Laporte, 1836
- Hemiops semperi Candèze, 1878
- Hemiops sinensis Candèze, 1882
- Hemiops substriata Fleutiaux, 1902
- Hemiops tenuistriata Fleutiaux, 1918